# Banduk Marika
Pour les articles homonymes, voir Marika.
Banduk Mamburra Wananamba Marika (Yirrkala, 13 octobre 1954 - 12 juillet 2021) est une graveuse australienne, membre du clan Rirratjingu du peuple aborigène des Yolngu.
Militante et leader environnementale, elle est la première personne aborigène à siéger au conseil d'administration de la Galerie nationale d'Australie.

## Biographie

### Jeunesse et formation
Marika est née le 13 octobre 1954 à Yirrkala, au nord-est de la Terre d'Arnhem, dans le Territoire du Nord, en Australie et fait partie du clan Rirratjingu du peuple aborigène des Yolngu, dont la terre traditionnelle est Yalangbara. Son père, Mawalan Marika (1908-1967), est un artiste et il lui a enseigné les techniques de la peinture sur écorce, dont il est reconnu pour sa maîtrise,. Elle a pour frères et sœurs Wandjuk et Dhuwarrwarr (qui deviendront artistes), ainsi que Bayngul et Laklak.
Elle étudie à la mission de Yirrkala jusqu'à l'âge de 15 ans.
Marika fait partie d'un petit groupe d'artistes féminines dont le père leur a enseigné et apporté leur soutien pour peindre des histoires traditionnelles de la création, qui n'étaient auparavant autorisées qu'aux hommes,,.
En 2020, elle a déclaré dans une interview télévisée : « Les arts, le pays et l'environnement ne font qu'un... Et pourquoi ces trois éléments sont-ils si importants à protéger aujourd'hui ? C'est une identification. C'est savoir qui vous êtes, d'où vous venez, d'où viennent vos ancêtres. Sans ces éléments d'identification, vous n'êtes personne. Vous n'existez pas. »

### Carrière artistique
En 1972 ou 1974, elle s'installe à Darwin, où elle occupe le poste de secrétaire du Northern Land Council jusqu'en 1980. Pendant cette période, elle travaille également en tant qu'agent de terrain aborigène, animatrice socioculturelle à la YWCA, et devient mère de quatre enfants.
Elle s'installe ensuite à Sydney en 1980 pour poursuivre sa carrière artistique. Elle y commence à faire de la gravure, qu'elle a préfère à la peinture pour le reste de sa carrière. À Sydney, elle organise également des expositions d'art aborigène. Au milieu des années 1980, Marika est d'abord artiste en résidence à la Canberra School of Art (1984 ou 1985,,), puis à l'université Flinders d'Adélaïde (1985 ou 1986,,).
En 1988, elle retourne à Yirrkala pour assumer le rôle de directrice du centre artistique et du musée Buku-Larrnggay Mulka, et devient membre du conseil communautaire de Yirrkala-Dhanbul. Elle continue à voyager dans le cadre de collaborations artistiques avec d'autres graveurs.
Djanda and the Sacred Waterhole (1988), est une série d'estampes commandée par l'université nationale australienne pour commémorer le bicentenaire de l'Australie, a été réalisée par linogravure sur papier en six couleurs. Elle représente une histoire très importante pour le clan Rirratjingu, qui fait partie de l'histoire complexe des Djanggawul à Yalangbara. Elle avait des droits spéciaux pour utiliser cette histoire en vertu de sa propriété foncière et de sa position dans le clan. La National Gallery of Australia a acheté l'une des gravures qu'elle a réalisées, tandis qu'une autre a été achetée pour être reproduite dans un livre intitulé Aboriginality.
Elle a également été artiste en résidence à la « Sydney School of Art ».
Marika a intégré les histoires de son clan dans son travail artistique, comme les Djanggawul, les sœurs Wagilag et les chasseurs de tortues.
Marika, le clan Rirratjingi et le Musée et galerie d'art du Territoire du Nord (MAGNT) ont collaboré à la publication de Yalangbara: Art of the Djang'kawu, lancé à la Government House de Darwin en 2009. Le livre examine de nombreux aspects de la culture, de l'art, de l'histoire, de la tradition Yolngu, ainsi que leur relation de gardien à la terre et la question du droit d'auteur. Le nom dérive des frères et sœurs ancêtres surnaturels, les Djanggawul, et comprend des œuvres d'art de trois générations de Marikas représentant des aspects de l'histoire.
L'exposition itinérante Yalangbara : art of the Djang'kawu, initiée par Marika et développée avec l'aide d'autres membres de la famille et du MAGNT, a ouvert au Musée national d'Australie à partir du 7 décembre 2010. Il s'agit alors de la première grande exposition de l'œuvre de la famille Marika, qui couvre une cinquantaine de sites de la péninsule de Yalangbara qui ont été traversés par le voyage des Djanggawul.
En 2017, elle et Bede Tungutalum, originaire des îles Tiwi, sont choisis pour concevoir une série de quatre timbres-poste sur le thème « Art of the North » pour Australia Post.
Ses œuvres ont été exposées aux États-Unis, en Inde, en Égypte, à Nouméa et à Singapour, et sont représentées dans les collections de la Galerie nationale d'Australie,, de Te Papa Tongarewa en Nouvelle-Zélande et de la National Gallery of Art de Washington D.C.,.
Banduk Marika meurt le 12 juillet 2021, à l'âge de 66 ans.

## Publications
- Le livre Gong-wapitja : Women and art from Yirrkala, northeast Arnhem Land (1998) comprend « Story from Banduk »[23],[19].
- (en) Banduk Marika et Margie K. C. West, Museums and Art Galleries of the Northern Territory (en), Yalangbara : art of the Djang'kawu, Charles Darwin University Press, 2008 (ISBN 9780980384673).

## Filmographie
Elle a travaillé comme traductrice avec Film Australia et sur la série télévisée Women of the Sun,,.
Elle est apparue dans plusieurs films,, :
- Banduk (1985), réalisé par Di Drew[25] ;
- Cactus (1986), réalisé par Paul Cox et avec Isabelle Huppert[26],[27],[28],[29],[30] ;
- Copyrites (1997), un film documentaire sur le droit d'auteur autochtone[31],[32].

Elle est également apparue dans Bride for all Seasons ! et la série télévisée docudrame Flight into Hell (1985). Elle apparaît dans le film documentaire d'ABC Television Dream Time, Machine Time (1987) aux côtés du poète Oodgeroo Noonuccal, du peintre Trevor Nickolls et de l'écrivain Archie Weller.

## Engagements

### Propriété intellectuelle autochtone
Banduk a dit en 1997 :

« ...mon frère et moi étions connus dans la famille comme les parias parce que nous avions quitté nos frontières et étions allés dans un territoire inexploré connu sous le nom de monde balanda, le monde de l'homme blanc. Et c'est lui (Wandjuk) qui a lancé tout le débat sur le droit d'auteur qui se poursuit encore aujourd'hui, vingt ans après. »

#### 1993–19944 - affaire de droit d'auteur
En 1993, il a été découvert que la gravure de Marika, Djanda and the Sacred Waterhole (1988) avait été reproduite sans autorisation sur des tapis fabriqués au Viêt Nam et commercialisés par la société Indofurn Pty Ltd, basée à Perth, en Australie,. Marika s'est jointe aux deux autres artistes dont les œuvres avaient été utilisées, George Milpurrurru et Tim Payungka Tjapangarti, pour demander réparation en vertu de la loi de 1968 sur le droit d'auteur et de la loi sur les pratiques commerciales. Au total, huit artistes ont intenté une action contre la société, dans une affaire qui est devenue connue sous le nom de « l'affaire des tapis » et, en 1994, la Cour fédérale d'Australie a accordé des dommages-intérêts de 188 000 dollars australiens aux artistes et a ordonné que les tapis leur soient remis. Il s'agissait de la plus importante sanction accordée jusqu'alors pour violation du droit d'auteur à l'encontre d'artistes australiens, et elle comprenait une indemnisation pour le préjudice culturel découlant de l'utilisation non autorisée d'images sacrées. Toutefois, aucun dédommagement n'a jamais été versé aux artistes ou à leurs proches, car la société a été déclarée en faillite et liquidée.
Un film documentaire intitulé Copyrites (1997),, consacré aux droits d'auteur sur les créations des peuples autochtones, mettait en scène Marika et Gawirrin Gumana, un autre artiste de la région d'Arnhem.

#### Autres travaux sur la propriété intellectuelle
Marika a témoigné en 2019 contre Birubi Art pour avoir dissimulé le fait que les objets « autochtones » qu'ils vendaient étaient fabriqués en Indonésie et non par des artistes autochtones. La Cour fédérale s'est prononcée contre l'entreprise.

### Terre et langue
En 1999, Marika a commencé à travailler pour obtenir le statut de patrimoine pour les sites sacrés de Yalangbara, qui fait partie des terres de son clan Rirratjingu. Le site a été inscrit en 2003 sur le registre du domaine national de la Commission du patrimoine australien en grande partie sur la base du travail effectué avec Mawalan Marika et l'anthropologue Geoffrey Bagshaw.
Elle a donné la conférence Eric Johnston 2010 sur le sujet « Gestion des terres et responsabilité culturelle », dont l'enregistrement est conservé par la bibliothèque du Territoire du Nord, et a dirigé l'association Mawalan Gamarrwa Nuwul, une organisation locale de protection des terres,.
En 2014, Marika est apparue dans une série documentaire SBS/ NITV sur les langues aborigènes d'Australie, intitulée Talking Language, présentée par Ernie Dingo,.

### Conseils d'administration
Marika a siégé aux conseils d'administration de la National Gallery of Australia et des musées et galeries d'art du Territoire du Nord. Elle a également été membre du conseil d'administration de l'Aboriginal and Torres Strait Islander Arts Board de l'Australia Council,.
Elle a été membre du conseil d'administration de l'Indigenous Art Code, un groupe d'artistes, de conservateurs et d'organisations artistiques et juridiques qui s'efforcent de rendre illégal le faux art aborigène.

## Hommages, distinctions et récompenses
Un portrait photographique en couleur de Marika, pris par Anne Zahalka en 1990, est conservé par la National Portrait Gallery of Australia.
Lors des National Indigenous Arts Awards 2001, Marika a remporté le Red Ochre Award pour son travail dans le domaine des arts visuels, ce prix ayant été créé pour reconnaître les « contributions exceptionnelles au développement et à la reconnaissance des arts et de la culture autochtones ».
En 2005, elle a remporté le prix de peinture sur écorce aux Telstra National Aboriginal and Torres Strait Islander Art Awards pour la peinture Yalangbara. Boliny et Ralwurrandji Wanambi l'ont aidée à peindre cette œuvre.
Son livre, Yalangbara: Art of the Djang'kawu, a été le co-lauréat des 2009 Chief Minister's Northern Territory Book History Awards.
En avril 2018, Marika a reçu un doctorat honorifique de l'université Flinders pour « ses contributions remarquables en tant qu'artiste des Premières Nations et défenseure de la culture du peuple Yolngu »,.
Marika a été nommée officier de l'Ordre d'Australie (AO) dans les Australia Day Honours 2019 pour « services distingués rendus aux arts visuels, en particulier à la gravure aborigène et à la peinture sur écorce, et à travers des rôles de conseil culturel »,.
En 2020, Marika a été l'une des six artistes aborigènes de la série télévisée ABC This Place : Artist Series. Cette série est un partenariat entre l'Australian Broadcasting Corporation et la Galerie nationale d'Australie, dans lequel les producteurs se sont rendus dans les pays de « certains des plus grands artistes aborigènes d'Australie pour partager des histoires sur leur travail, leur pays et leurs communautés »,.
Toujours en 2020, elle a été nommée Senior Australian of the Year,,,.